# Église Saint-Cyr-et-Sainte-Julitte de Saint-Cyr-la-Rosière
Pour les articles homonymes, voir église Saint-Cyr-et-Sainte-Julitte.
L'église Saint-Cyr-et-Sainte-Julitte est une église catholique située à Saint-Cyr-la-Rosière, en France.

## Localisation
L'église est située dans le département français de l'Orne, sur la commune de Saint-Cyr-la-Rosière.

## Historique
L'édifice est classé au titre des monuments historiques en 1978 et inscrit en 1978.